# Hyalopsyche incerta
Hyalopsyche incerta är en nattsländeart som först beskrevs av Navás 1917.  Hyalopsyche incerta ingår i släktet Hyalopsyche och familjen Dipseudopsidae. Inga underarter finns listade i Catalogue of Life.